# Аиш, Яаков
Яако́в А́иш (ивр. יעקב אייש‎; род. 3 декабря 1962, Кирьят-Тивон, Израиль) — генерал-майор запаса Армии обороны Израиля; в последней должности: военный атташе Израиля в США.

## Биография
Яаков Аиш родился 3 декабря 1962 года в Кирьят-Тивоне, Израиль.

### Военная карьера
В 1981 году Аиш был призван на службу в Армию обороны Израиля. Служил в бронетанковых войсках. В 1990 году был назначен командиром бронетанкового батальона «Гааш» бронетанковой бригады «Саар ми-Голан» и был повышен в звании до подполковника. С 1991 по 1994 год исполнял должности заместителя командира бронетанковой бригады «Бней Ор» и командира оперативного отдела (ивр. קצין אג"ם‎) бронетанковой дивизии «Гааш».
В 1996 году получил звание полковника и до 1999 года командовал одновременно резервной бронетанковой бригадой и бронетанковым и военно-инженерным отделением Национального центра учений сухопутных войск. Затем, с апреля 1999 по июль 2001 года, возглавлял бронетанковую бригаду «Саар ми-Голан».
С 2002 по 2004 год стоял во главе Оперативного департамента (ивр. מחלקת מבצעים‎) Оперативного управления Генерального штаба Армии обороны Израиля.
В 2004 году Аишу было присвоено звание бригадного генерала, и он был назначен командиром резервной бронетанковой дивизией «Ха-Мапац» Северного военного округа.
С 2005 по 2008 год служил начальником штаба (ивр. רמ"ט‎) Командования сухопутных войск (ивр. מז"י‎ Ма́зи). Исполнял данную должность во время Второй ливанской войны и сопровождал процесс коренных реформ в сухопутных войсках по окончании войны.
С 2008 по 2010 год возглавлял проект «Эт ха-асиф» (ивр. עת האסיף‎ Пора сбора урожая) (совместный с международной консалтинговой фирмой McKinsey & Company) по повышению экономической эффективности деятельности Армии обороны Израиля.
4 октября 2010 года Аиш был повышен в звании до генерал-майора и вступил в должность главы Оперативного управления Генерального штаба Армии обороны Израиля, сменив на посту генерал-майора Таля Руссо.
31 мая 2012 года было принято решение о назначении Аиша военным атташе Израиля в США. 6 сентября 2012 года Аиш передал командование Оперативным управлением Генштаба генерал-майору Йоаву Хар Эвену, а в дальнейшем вступил на должность военного атташе, сменив на посту генерал-майора Гади Шамни.
В сентябре 2016 года Аиш передал пост военного атташе генерал-майору Мики Эдельштейну накануне выхода в запас из армии.

### После выхода в запас
После выхода в запас Аиш занимает должность старшего вице-президента Еврейского института национальной безопасности Америки (JINSA).
В ноябре 2021 года руководил по поручению премьер-министра Израиля командно-штабной игрой, симулирующей вспышку вакциноустойчивого варианта коронавируса в Израиле.
В октябре 2023 года был назначен заместителем главы правительственной администрации «Ткума» по восстановлению и развитию гражданской инфраструктуры, повреждённой вследствие вторжения боевиков ХАМАС из сектора Газа в Израиль.

### Образование и личная жизнь
За время службы Аиш получил степень бакалавра Хайфского университета (в области политологии) и степень магистра делового администрирования Школы менеджмента имени Реканати Тель-Авивского университета. Также окончил с отличием учёбу в Командно-штабном колледже Армии Великобритании.
Женат на Далье Аиш, отец четверых детей (дочь и три сына).

## Публикации
- אלוף יעקב אייש ראש אגף המבצעים: חשבון הנפש הוא יום-יומי (Генерал-майор Яаков Аиш, «Самокритика — ежедневный процесс»), Ynet (8.10.11) (Архивная копия от 9 июля 2012 на Wayback Machine) (иврит)
- Yaacov Ayish, The Underground Arms Race in the Middle East (Яаков Аиш, «Скрытая гонка вооружений на Ближнем востоке»), RealClear World (11.6.19) (Архивная копия от 12 июня 2019 на Wayback Machine) (англ.)
- Yaacov Ayish, IDF challenge: Balancing military preparedness with health emergency roles (Яаков Аиш, «Вызов, стоящий перед Армией обороны Израиля: балансирование между боевой готовностью и исполнением чрезвычайных функций в сфере здравоохранения»), The Jerusalem Post (2.4.20) (Архивная копия от 8 апреля 2020 на Wayback Machine) (англ.)
- Yaacov Ayish, Priorities for the IDF amid the coronavirus pandemic (Яаков Аиш, «Приоритеты Армии обороны Израиля посреди коронавирусной пандемии»), The Jerusalem Post (13.4.20) (Архивная копия от 15 апреля 2020 на Wayback Machine) (англ.)
- Yaacov Ayish, Israel Can Help America Keep Its Technological Edge (Яаков Аиш, «Израиль может помочь Америке сохранять своё технологическое преимущество»), The National Interest (29.5.20) (Архивная копия от 30 ноября 2022 на Wayback Machine) (англ.)
- Yaacov Ayish, Israel’s Security Imperatives in the Jordan Valley (Яаков Аиш, «Оборонные императивы Израиля в Иорданской долине»), RealClear World (6.7.20) (Архивная копия от 8 июля 2020 на Wayback Machine) (англ.)
- Yaacov Ayish, Israel must partner with US in power competition with China — opinion (Яаков Аиш, «Израиль обязан вступить в партнёрство с США в отношении конкуренции держав с Китаем — мнение»), The Jerusalem Post (6.10.20) (Архивная копия от 15 октября 2020 на Wayback Machine) (англ.)
- Yaacov Ayish, International Community Must Constrain Hezbollah to Protect Israel and Civilians (Яаков Аиш, «Международное сообщество обязано сдерживать „Хезболлу“ ради защиты Израиля и гражданских лиц»), The Defense Post (4.11.20) (Архивная копия от 18 ноября 2020 на Wayback Machine) (англ.)
- Yaacov Ayish, The Biden Administration Must Fix Flawed Iran Nuclear Deal (Яаков Аиш, «Администрация Байдена обязана исправить дефективную ядерную сделку с Ираном»), The Defense Post (18.12.20) (Архивная копия от 16 марта 2021 на Wayback Machine) (англ.)
- Yaacov Ayish, How to Lose the Nuclear Game in the Middle East (Яаков Аиш, «Как проиграть ядерную игру на Среднем Востоке»), The National Interest (16.3.21) (Архивная копия от 17 марта 2021 на Wayback Machine) (англ.)
- Michael Makovsky, Yaacov Ayish, Israel, US must confront China threat — opinion (Майкл Маковски, Яаков Аиш, «Израиль и США обязаны противостоять угрозе Китая — мнение»), The Jerusalem Post (16.3.21) (Архивная копия от 17 марта 2021 на Wayback Machine) (англ.)